# Sem logo
Sem Logo: a tirania das marcas em um planeta vendido é um livro escrito pela jornalista canadense Naomi Klein. Ele foi publicado pela primeira vez pelas editoras Knopf Canada e Picador em dezembro de 1999, logo após os protestos da OMC em Seattle em 1999 terem chamado a atenção da mídia e da opinião pública sobre a maneira como as grandes corporações vêm moldando a cultura contemporânea por meio da publicidade.
A primeira edição em língua portuguesa foi lançada no Brasil em janeiro de 2002 pela editora Record com tradução feita para o português brasileiro por Ryta Vinagre, enquanto que em Portugal o seu lançamento ocorreu em abril de 2002 pela editora Relógio D'Água com tradução originalmente feita por Pedro Miguel Dias.
Este livro se tornou uma das obras mais influentes sobre o movimento alter-globalização e um best-seller internacional.

## Sinopse
Sem Logo está dividido em 4 partes principais (Sem espaço, Sem opções, Sem empregos e Sem logo). O livro parte de uma investigação jornalística envolvendo grandes corporações multinacionais como Coca-Cola,Motorola, IBM, Wal-Mart, Shell e McDonald's que passaram a investir mais em suas marcas do que nos seus produtos.
Assim, Klein exemplifica esse deslocamento da mercadoria para a sua imagem no caso da multinacional Nike que, em 1992, pagou 20 milhões de dólares ao jogador estadunidense de basquete Michael Jordan para ser garoto propaganda de pares de tênis dessa marca, enquanto que o valor total pago aos mais de 30 mil indonésios que efetivamente tinham trabalhado para produzir esses calçados nem chegava a metade do valor pago a Jordan para estrelar a publicidade da empresa.

## Prêmios
Em 2000, Sem Logo foi selecionado para o Guardian First Book Award em 2000.
No ano seguinte, este livro conquistou as seguintes premiações:
- Prêmio National Business Book (EUA, 2001)[7]
- Prêmio Médiations (França, 2001)[8]